# Ján Kollárik
Ján Kollárik (* 23. dubna 1937) je bývalý slovenský fotbalový útočník.

## Hráčská kariéra
V československé nejvyšší soutěži hrál za Jiskru Otrokovice v ročníku 1964/65 při její jediné účasti. Vstřelil jednu prvoligovou branku – v sobotu 5. září 1964 v Košicích do sítě domácích VSS (nerozhodně 3:3).

### Prvoligová bilance
| Ročník          | Zápasy | Góly | Minuty | Klub                 |
| --------------- | ------ | ---- | ------ | -------------------- |
| I. liga 1964/65 | 25     | 1    | 2 205  | TJ Jiskra Otrokovice |
| CELKEM I. LIGA  | 25     | 1    | 2 205  |                      |